# Embraer C-390 Millennium
El C-390 Millennium (anteriormente Embraer KC-390) es un avión de transporte de tamaño mediano, propulsado por dos motores de reacción y diseñado por la empresa brasileña aeroespacial Embraer. Es la mayor aeronave que la compañía ha fabricado hasta la fecha, siendo capaz de transportar hasta 26 toneladas de carga, incluidos vehículos blindados de ruedas. Es similar en tamaño al C-130J Super Hércules, que tiene una capacidad de carga de 19 toneladas.

## Historia

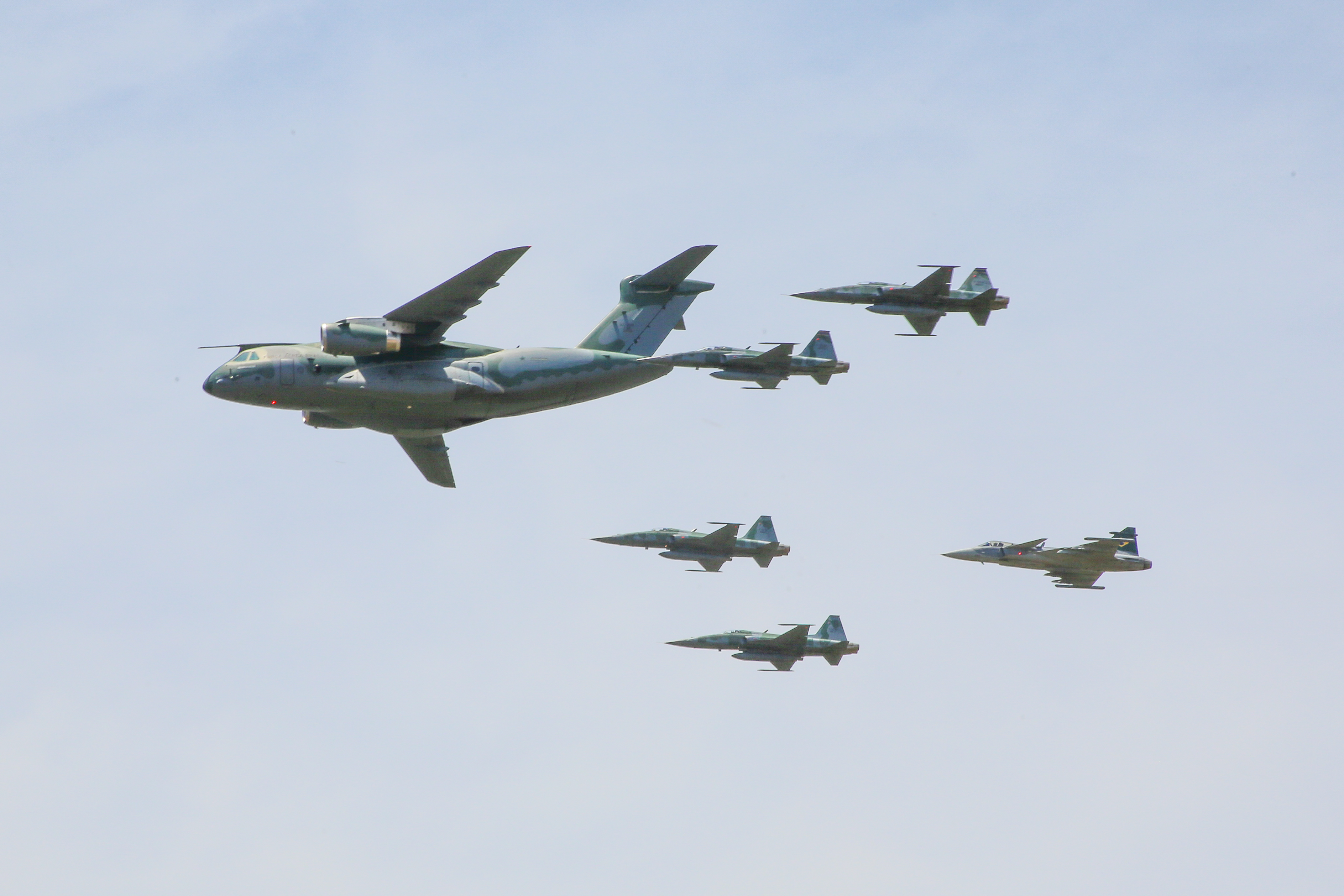
Vuelo en formación con cazas F-5E y Gripen.

### Diseño y desarrollo
En el año 2006, Embraer comienza a estudiar el diseño de un transporte militar táctico del tamaño de un C-130 Hércules. En abril de 2007, Embraer informa que están estudiando una aeronave de tamaño mediano con la identificación de compañía C-390.
La aeronave incorpora muchas de las soluciones tecnológicas heredadas de la serie Embraer E-Jets. El avión tiene una rampa trasera para carga y descarga de grandes volúmenes. El precio unitario está estimado en unos 50 millones de dólares, mientras que la competencia vende modelos similares como el C-130J en hasta 62 millones de dólares estadounidenses. El vicepresidente de Embraer, Luis Carlos Aguilar, dice que de acuerdo a sus estimaciones, cerca de 698 aeronaves de transporte militar en el mundo serán reemplazadas durante la próxima década, y allí hay un mercado potencial para este tipo de avión. Las opciones de motores potenciales han sido estudiadas en el rango de empuje de 75,6 a 98 kN (17.000 – 22.000 libras), incluyendo motores como el Pratt & Whitney PW6000 y el Rolls-Royce BR715.

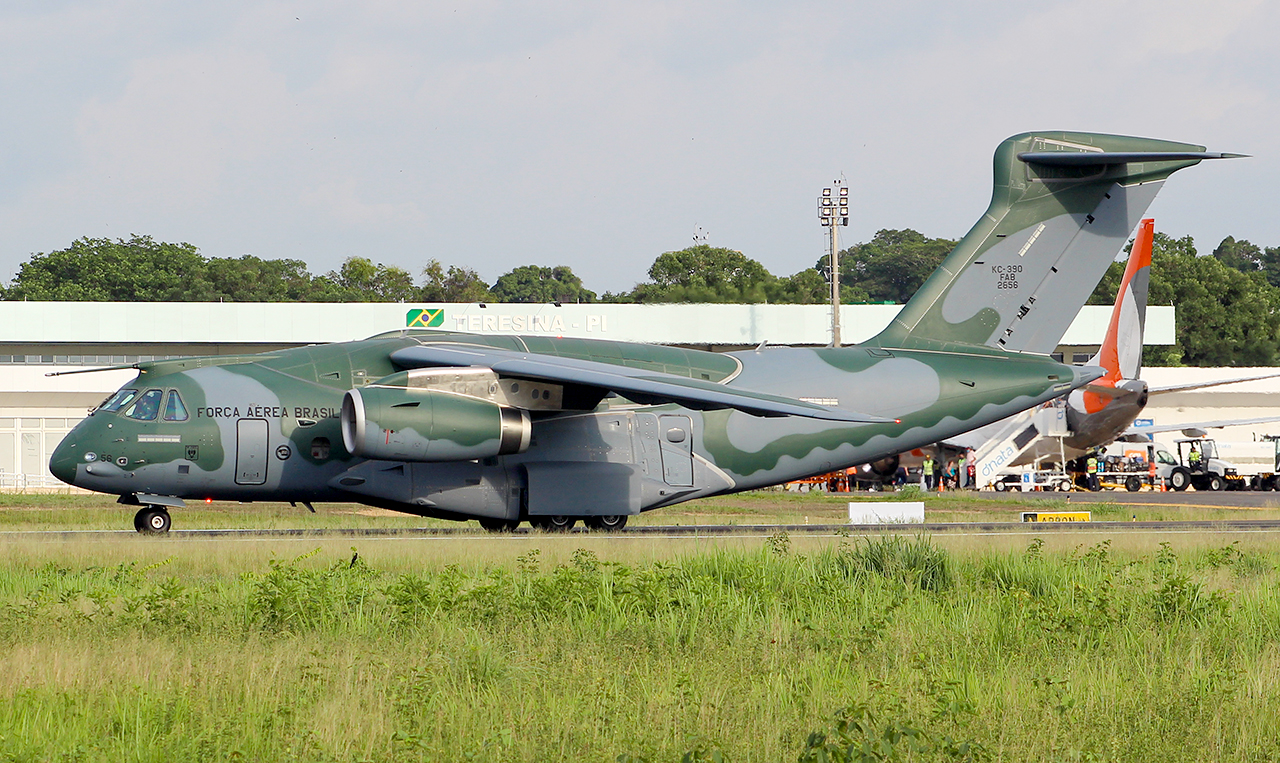
Embraer KC-390 FAB2856.

A principios de marzo de 2008, el gobierno brasileño planeó invertir alrededor de 60 millones de reales (o 33 millones de dólares) en el desarrollo inicial de la aeronave. Al mismo tiempo, la Fuerza Aérea Brasileña estaba finiquitando el contrato de compra en el cual adquiriría probablemente de 22 a 30 aeronaves de este tipo en una primera orden. Embraer está en negociaciones con los posibles socios.

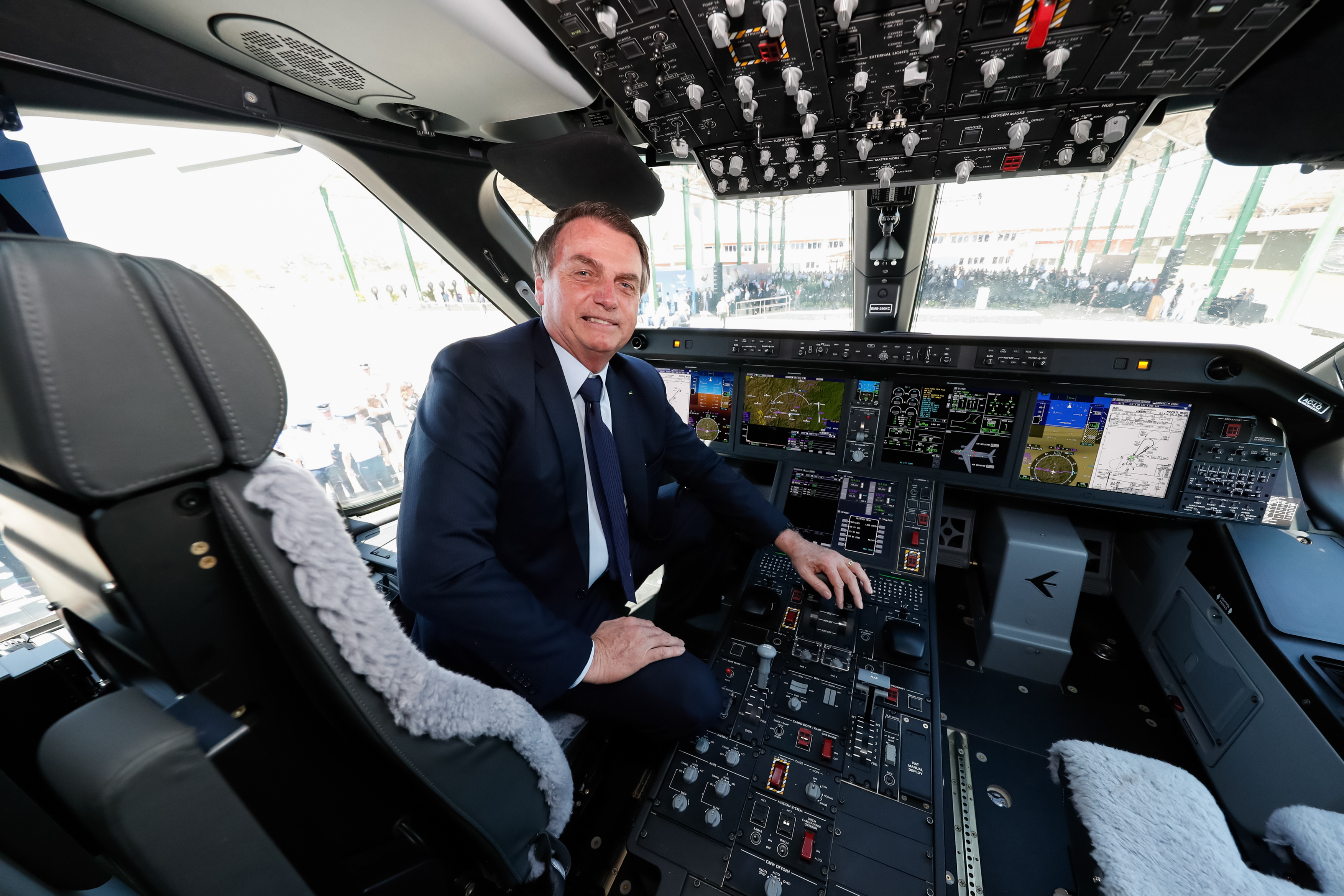
Cabina del KC-390.

En mayo de 2008 el congreso brasileño desembolsó 800 millones de reales (440 millones de dólares) para ser invertidos en el proyecto y desarrollo de la aeronave. Los medios aseguraron que esta aeronave no solo será utilizada por la Fuerza Aérea Brasileña, sino por el Ejército Brasileño y la Marina de Brasil, pero esto aún no ha sido confirmado por las agencias gubernamentales. El 14 de abril de 2009, se anunció una orden de compra por la Fuerza Aérea Brasileña de la versión de reabastecimiento en vuelo y transporte del KC-390.

### Socios del programa
En septiembre de 2008, el comandante de la Fuerza Aérea Portuguesa, al ser entrevistado por el periódico de aviación nacional Take Off reveló que el interés en la aeronave como posible reemplazo de la flota de C-130, sin embargo, el desarrollo del C-390 es monitoreado de cerca por la Fuerza Aérea Portuguesa con la opción de orden de compra futura. En febrero de 2010 se hace más amplia la información de dicha noticia, ya que Embraer propuso al ministro de Defensa la adquisición del KC-390 como sustituto para los veteranos C-130 de la Fuerza Aérea Portuguesa.
En 2009, se anunció que Francia estaba interesada en la adquisición de 12 KC-390 como parte de las negociaciones de compra por parte del Brasil del avión Dassault Rafale. Posteriormente, el gobierno de Suecia declaró su intención de evaluar el avión de transporte KC-390 para las necesidades de transporte aéreo táctico. Esas intenciones de compras estaban conectadas al proyecto brasileño de adquisición de aviones militares FX-2, posteriormente decidido en favor del caza sueco Saab 39 Gripen.
En marzo de 2010, Embraer reveló un cronograma de desarrollo, en el cual el primer prototipo será entregado a finales de 2014. En julio de 2010, durante la exhibición aérea del Salón Aeronáutico de Farnborough, la Fuerza Aérea Brasileña, anunció que ordenará 28 KC-390 y Embraer anunció el incremento en la capacidad de carga a 23 toneladas y primer vuelo para el 2014.
En 2010, la entonces Ministra de Defensa de Argentina Nilda Garré anunció que la Fábrica Argentina de Aviones participará en la provisión de piezas para el KC-390. A la época, también Chile y Colombia anunciaron acuerdos que se agregarían al equipo industrial de fabricación del KC-390 y intenciones de compra. Sin embargo, ninguno de los dos países siguió el programa ni ejerció sus intenciones de compra. 
En septiembre de 2010 el ministro de Defensa de Portugal firmó una carta de intención para unirse al programa.
En septiembre de 2010 se informó que la compañía checa Aero Vodochody podría fabricar algunas partes del KC-390. En octubre de ese mismo año, Embraer anunció las negociaciones para que la FAdeA se uniera a la fabricación del modelo.
Ya en el año 2011 se llevan a cabo las primeras pruebas de un modelo a escala definitivo para desempeño en el túnel de viento y se firmaron los contratos para la producción del KC-390 entre Embraer, Aero Vodochody, OGMA y FAdeA. Las piezas fabricadas por cada socio fueron asignadas de la siguiente manera:
- Aero Vodochody fabrica el fuselaje de popa, la rampa de carga, las puertas de cabina y el borde de ataque fijo;
- Entre los componentes que fabrica FAdeA se encuentran una puerta de carga, un conjunto de puerta de tren de nariz y un conjunto de espóileres;
- OGMA, filial portuguesa de Embraer, es contratada para la fabricación de tres componentes de la aeronave, el anillo central del fuselaje, el alerón y el portón trasero para cargas menores.

El vuelo inaugural del primer prototipo tuvo lugar el 3 de febrero de 2015, seguido del segundo prototipo en mayo de 2016 y la entrega del primer avión de serie a la FAB en septiembre de 2019. Actualmente, se han entregado 7 aviones, con el primer avión del contrato portugués entregado al octubre de 2022.
En el primer trimestre de 2023, la flota en funcionamiento en FAB ya había alcanzado las 8,000 horas de vuelo y a fines de marzo del mismo año la aeronave recibió el Certificado de Tipo Final, llegando a la capacidad operativa completa (FOC).

## Historia operacional

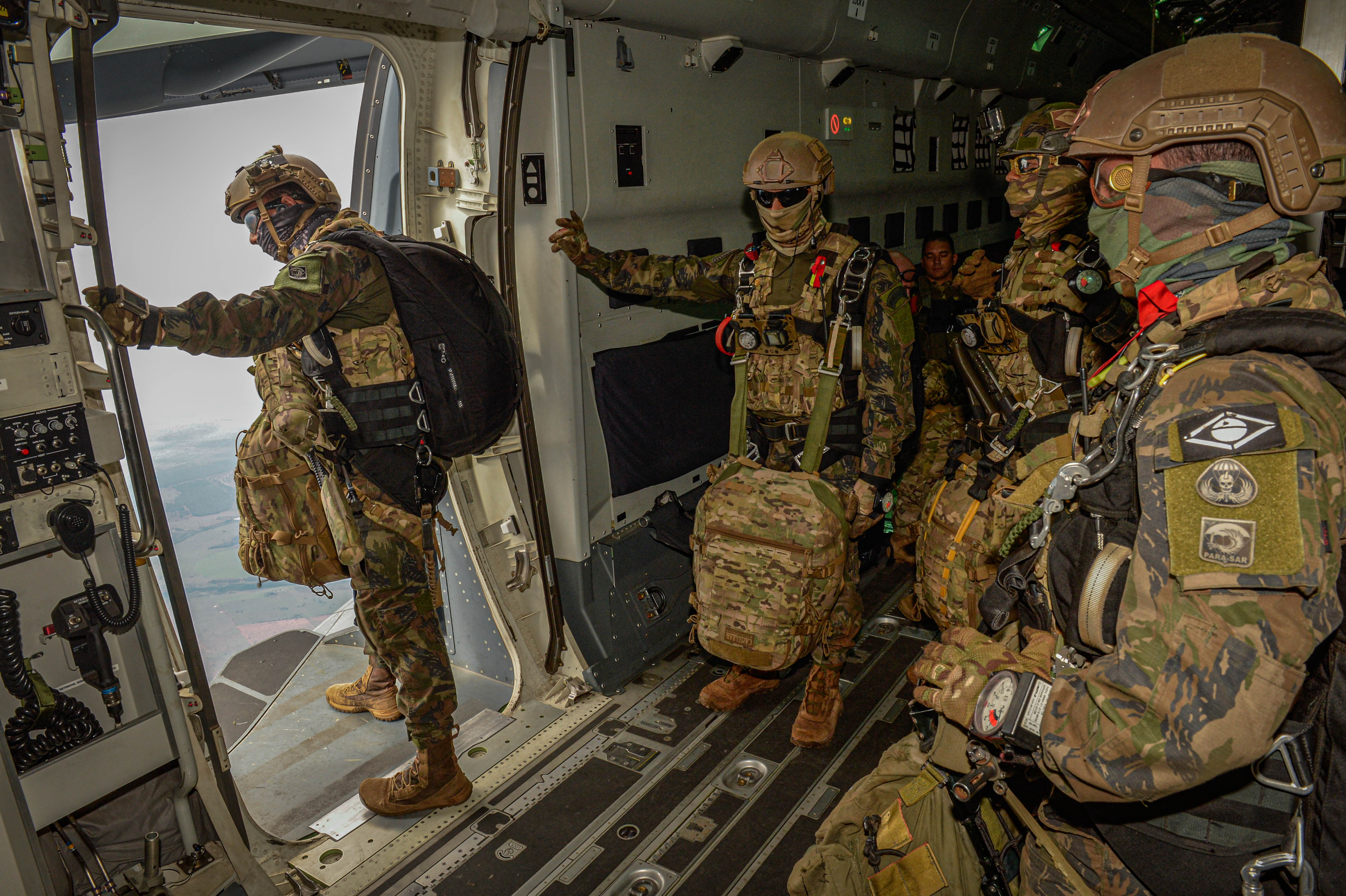
Fuerzas Especiales en un C-390 para salto libre operativo.

En los primeros 3 años y medio de operación, el C-390 en la FAB sumó más de 8.200 horas de vuelo con 6.000, la disponibilidad técnica rondaba el 80% y una tasa de cumplimiento de misiones del 99,5%, según datos de Embraer y la FAB.

### Brasil
- Una de las primeras misiones operacionales del Embraer C-390 Millennium fue por ocasión de la Pandemia de COVID-19, cuando se utilizaron dos aeronaves para el transporte de vehículos, equipos y medicinas entre los Estados brasileños.[33]

- Por ocasión de las Explosiones en el puerto de Beirut de 2020 fueron enviados un C-390 y un Embraer 190 VC-2 con alrededor de seis toneladas de medicamentos, alimentos y equipos de salud para la atención de la emergencia. Fue la primera misión internacional del aparato con la FAB.[34]

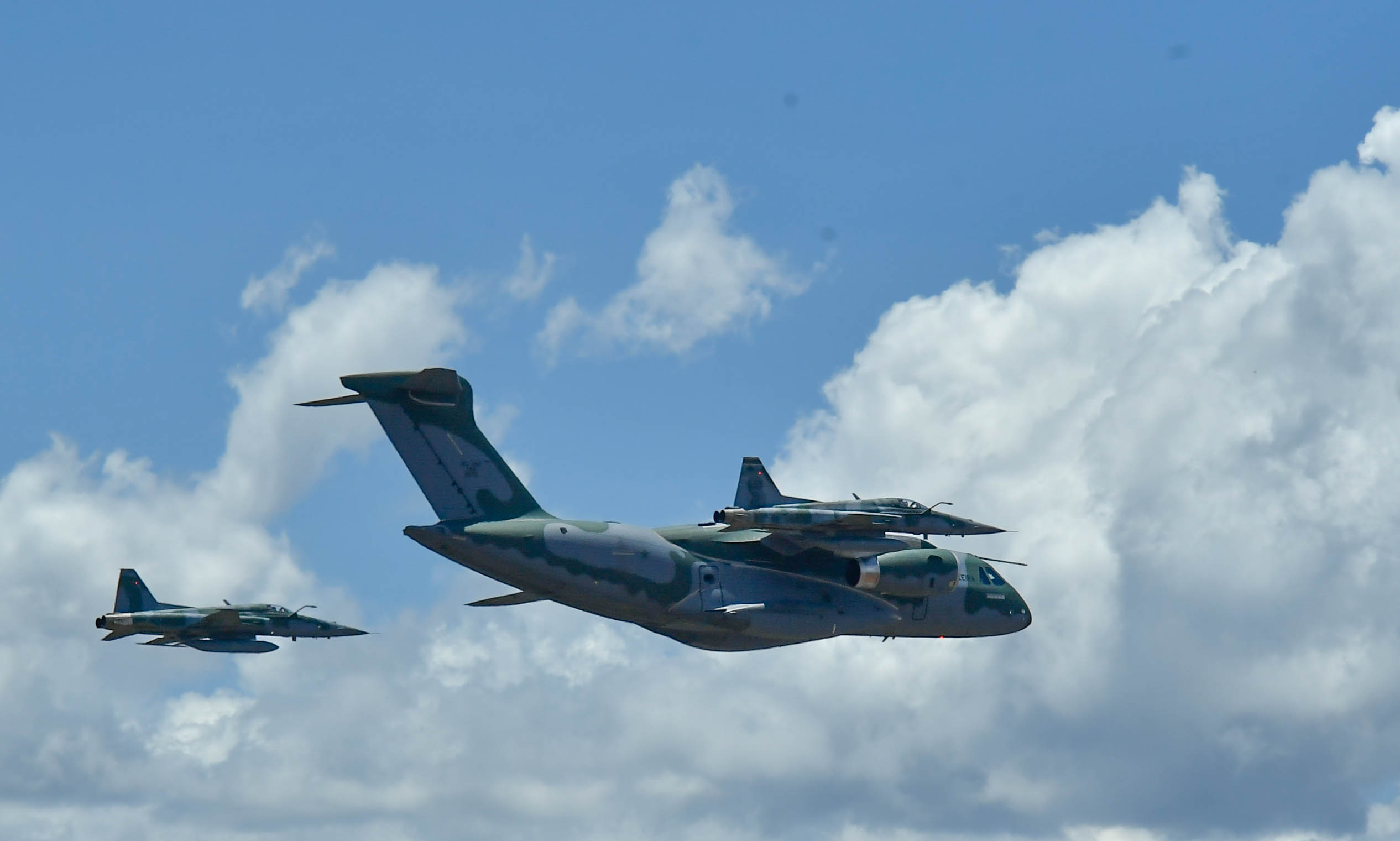
Llegada de la operación en Ucrania.

- En febrero de 2021, durante el Ejercicio Operacional “Culminating”, en Luisiana, EE. UU., realizó vuelos conjuntos con aeronaves C-17 y C-130 de la Fuerza Aérea de EE. UU. En ese momento, la fuerza combinada lanzó 4.000 paracaidistas en un salto nocturno.[35]

- En el Terremoto de Haití de 2021 el C-390 Millenium fue enviado con alrededor de once toneladas de medicamentos y equipos de bomberos especializados en búsqueda y rescate en estructuras colapsadas, búsqueda con perros y médicos.[36]

- Un C-390 voló a Ushuaia llevando repuestos en apoyo a un C-130 de la FAB que se encontraba en operación antártica.[37]

- En el conflicto ruso-ucraniano de 2022 fue enviado un KC-390 y un VC-99B Legacy con misión de rescate de nacionales brasileños y de otros países, la misión también llevó un total de alrededor de 12 toneladas de ayuda humanitaria a Ucrania. La misión rescató a ciudadanos nacionales, ucranianos, argentinos y colombianos, todos fueron llevados a Brasil.[38]

- Al junio de 2022 un C-390 del Escuadrón Gordo (1.º/1.º GT) de la FAB participado por primera vez de la Campaña Antártica Brasileña lanzando cargas de suplimento para la Estación Antártica Comandante Ferraz.[39]

- Los FAB C-390 participaron en 2022 en la Operación Cooperación VII en Colombia, operando en pistas de hasta 2.100 metros de altitud en misiones simuladas de asistencia humanitaria y lanzamientos de paracaidistas.

- En 2023, aeronaves participan en la Operación Surucucu entregando víveres por vía aérea a los pueblos indígenas Yanomami que habitan entre los ríos Orinoco y Amazonas.

- En el mismo año participaron en el ejercicio Salitre IV, en Chile, en el que participaron un KC-390 y seis F-5, que realizaron 50 misiones de combate con el avión cisterna realizando el primer reabastecimiento de combate en una misión internacional.

### Portugal
- Entre sus primeras misiones en la FAP en octubre de 2023,[40] transportó personal militar y carga a las Islas Canarias, en apoyo del ejercicio multinacional liderado por España Ocean Sky 2023 y luego llevó a cabo una misión en Estados Unidos para recoger uno de los helicópteros Black Hawk adquiridos por el país, en su vuelo de regreso cruzó el Océano Atlántico en vuelo directo desde Providence (Rhode Island) a Ovar en aproximadamente 6 horas.

## Operadores

### Actuales y Futuros

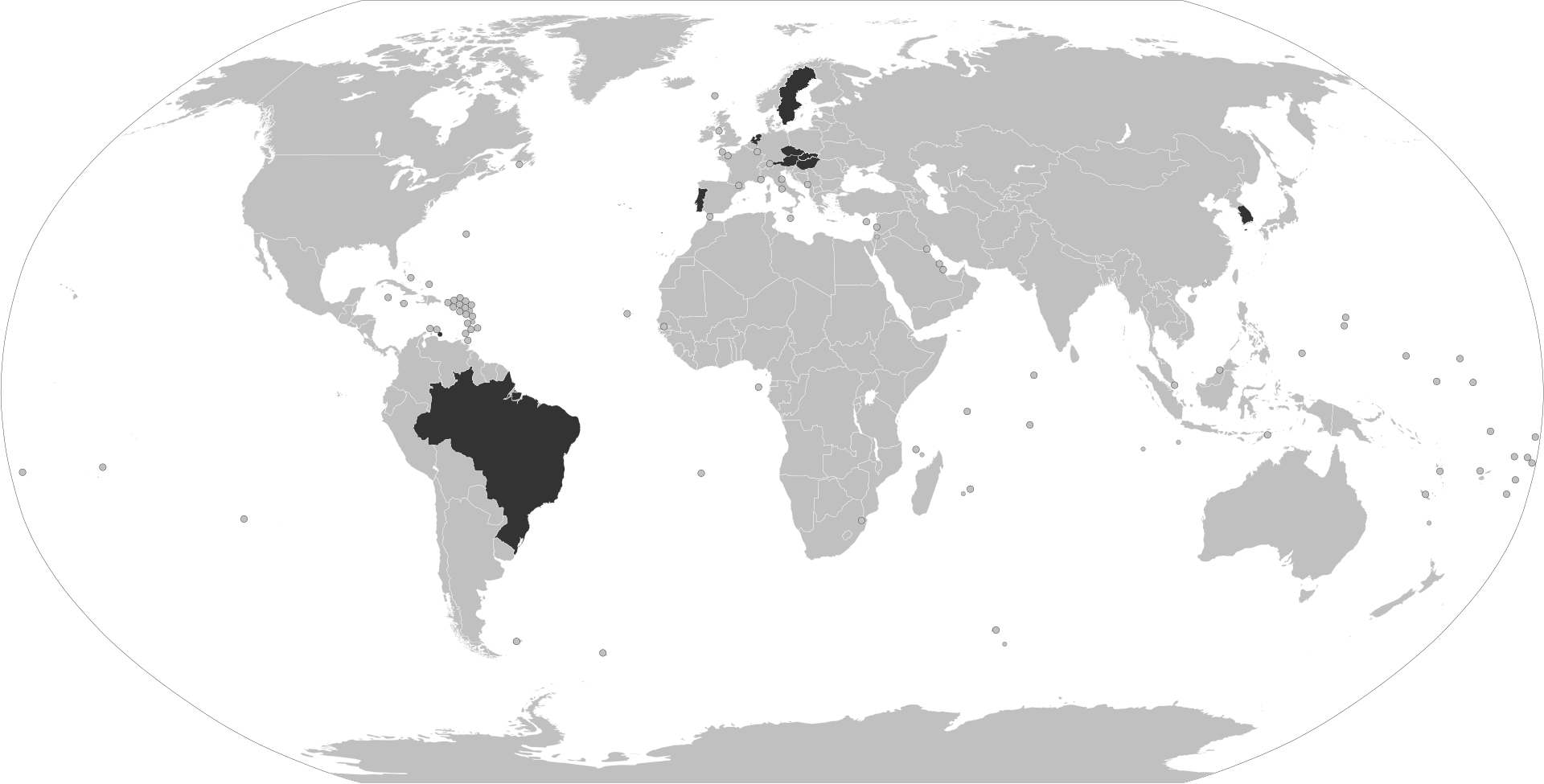
Actuales y futuros países operadores del C-390 en 2024

Brasil
La Fuerza Aérea Brasileña opera 7 aeronaves de serie, más un prototipo en Embraer y ha ordenado 22 aeronaves.
 Hungría
La Fuerza Aérea Húngara firmó un contrato con Embraer para la compra de dos C-390 Millenium. Los aviones estarán configurados para reabastecimiento en vuelo y también el interior de la aeronave se puede convertir en una Unidad de Cuidados Intensivos (UCI). El contrato incluye la capacitación de pilotos y mecánicos así como también todos los servicios de apoyo.
 Corea del Sur
Corea del Sur anunció el 4 de diciembre de 2023, que el C-390 Millenium ganó en la competencia para su futura aeronave de transporte pesado. La cantidad de aviones no fue informada, derrotando a los C-130J Hercules y Airbus A400M Grizzly. 
 Portugal
La Fuerza Aérea Portuguesa realizado la adquisición de 5 aeronaves iniciales y anunciado en 2025 a otra unidade adicional con más 10 opciones para posíble venta a países de la NATO, el primero fue entregado al 2022.
 Países Bajos
La Real Fuerza Aérea de los Países Bajos anunciado la elección del C-390 Millennium como reemplazo a su flota de C-130 a ser entregados 5 unidades a partir de 2026, con más 7 opciones de compras anunciados en junio de 2025.
 Austria
La Fuerza Aérea Austriaca anunció en septiembre de 2023 al C-390 Millennium como reemplazo a su flota de C-130 a ser entregados 4 unidades a partir de 2026.
 República Checa
Dos unidades seleccionadas, anunciadas en octubre de 2023.
 Suecia
La Fuerza Aérea de Suecia ha confirmado la adquisición de 4 unidades del C-390 al 1 de abril de 2025.
 Eslovaquia
El ministro de Defensa de Eslovaquia anunció en diciembre de 2024 su país ha seleccionado el C-390 Millennium de Embraer como su nuevo avión de transporte táctico medio, el número citado fue de 3 aeronaves.
 Lituania
En junio de 2025, el Ministerio de Defensa Nacional inició las negociaciones para la compra de tres C-390s.
País no revelado
En diciembre de 2024, Embraer publicó una nota sobre la firma de un contrato para dos unidades del C-390 Millennium con un cliente no revelado.
________________________________________________________________________________________________________________________

### Posibles
Marruecos
El Marruecos habría elegido el Embraer C-390 Millennium como sustitición a su flota de C-130.
 EAU
En la Conferencia del Grupo de Usuarios del C-390 Millennium 2024 el país está entre los países representados en el vídeo junto a Brasil, Portugal, Hungría, Países Bajos, Austria, Corea del Sur, República Checa, Chile y Marruecos lo que puede indicar negociaciones.Cantidad no divulgada.
 Chile
La Conferencia del Grupo de Usuarios del C-390 Millennium 2024 podría indicar negociciones por el país. 
 Grecia
El país ha manifestado interés en la compra de un número no especificado de aviones.
 Arabia Saudita
La Embraer ha firmado un memorando con la SAMI Saudita para vender un número no especificado de aviones al país.
 India
El país estaría interesado en la adquisición de hasta 40 unidades.
 Colombia
Cantidad no divulgada.
 Polonia
Cantidad no divulgada.
 Ucrania
El país ha manifestado interés en la compra de los cargueros junto con aviones Embraer EMB 314 Super Tucano.
 Italia
Cantidad no divulgada.

## Especificaciones C-390

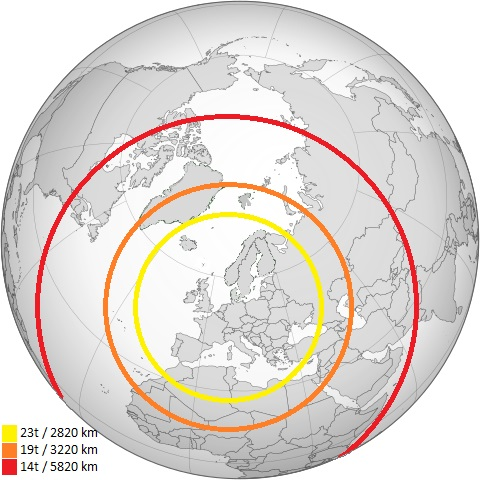
Radio operativo con pesos de carga.

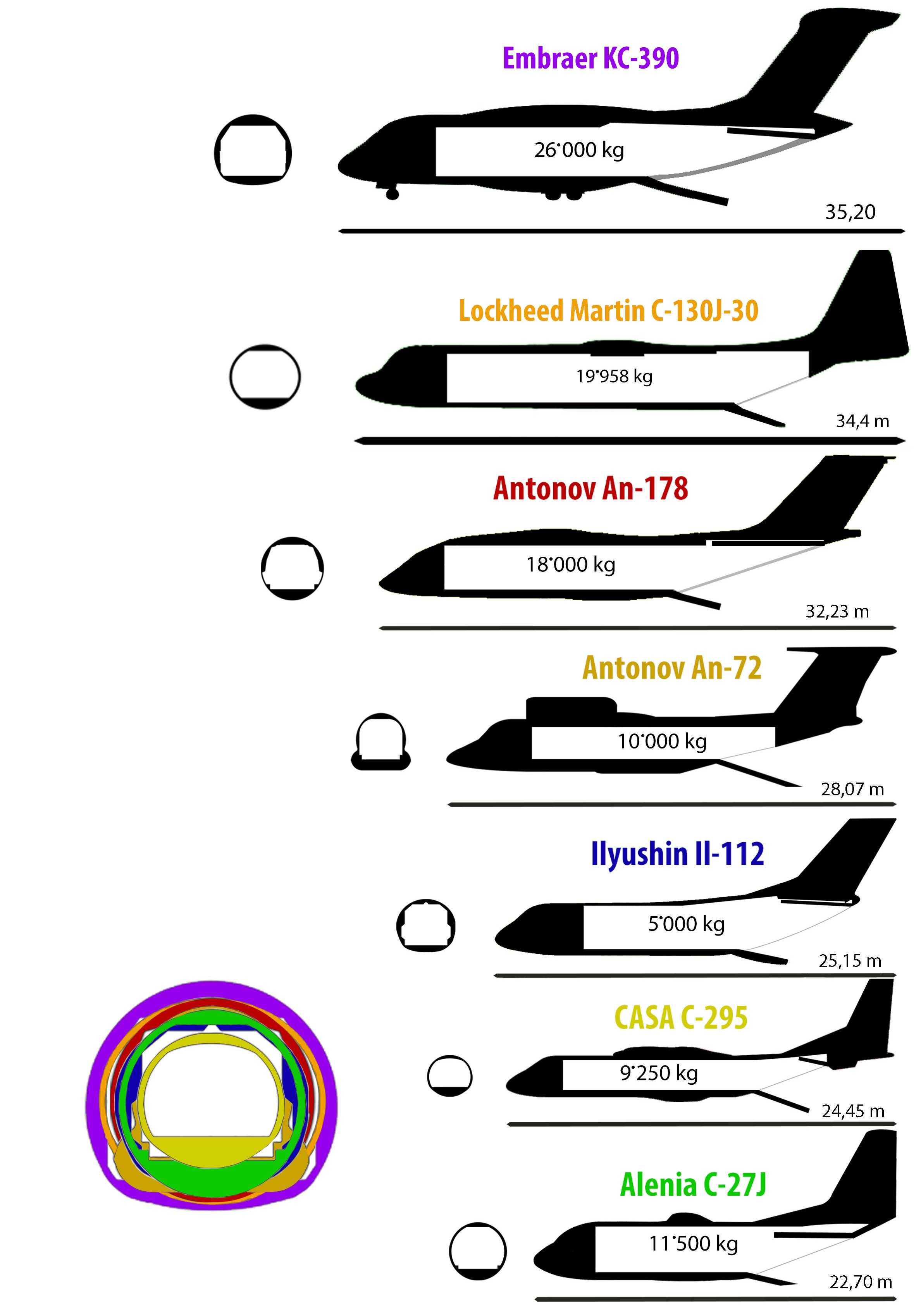
Comparación de aviones de transporte medio

Referencia datos: 

### Características generales
- Tripulación: 2 pilotos, 1 load master
- Carga: 26 000 kg (57 320 lb) / 80 efectivos / 74 camillas y 8 auxiliares / 66 paracaidistas
- Longitud: 35,2 m (115,5 ft)
- Envergadura: 35,1 m (115 ft)
- Altura: 11,8 m (38,8 ft)
- Peso máximo al despegue: 86 999 kg (191 800 lb)
- Planta motriz: 2× Turbofán IAE V2500-A5.
  - Empuje normal: 139.4 kN (31 330 lbf) de empuje cada uno.

### Rendimiento
- Velocidad máxima operativa (Vno): 992 km/h (300 KCAS)
- Alcance: 2 820 km con carga 23 000 kg
 3 220 km con carga 19 000 kg
 5 820 km con carga 14 000 kg
- Radio de acción: km
- Alcance en combate: km
- Alcance en ferry: 6 130 km; 8 500 km max. con tanques auxiliares
- Techo de vuelo: 36 000' (11 000 m)

## Componentes

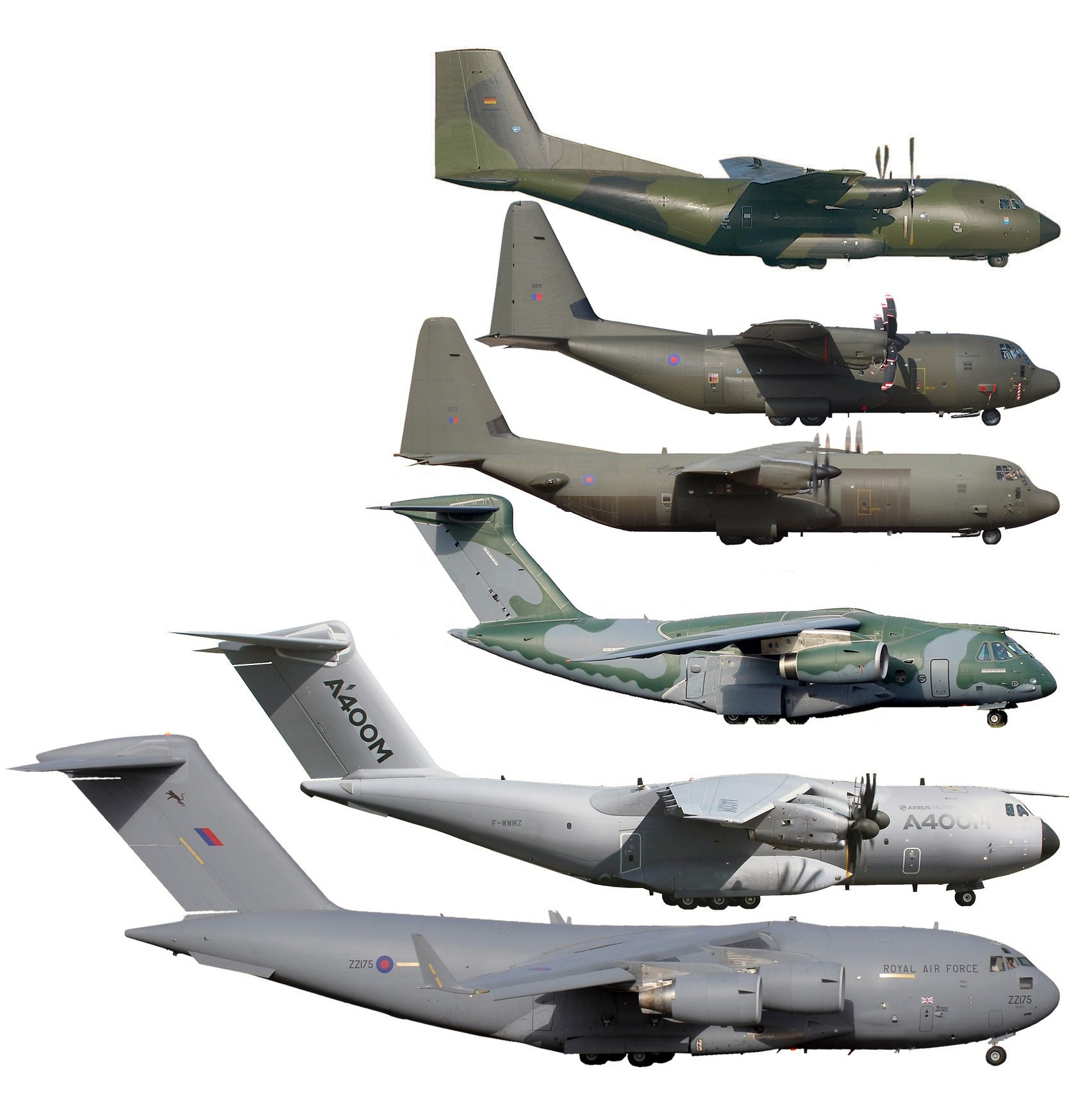
Tamaños: C-160 Transall, C-130J, C-130J-30, C-390 Millennium, A400M, C-17.

Alemania -  Brasil -  Estados Unidos -  Francia -  Italia -  Japón -  Reino Unido

### Electrónica
| Sistema                                  | País                      | Fabricante            | Notas                                            |
| ---------------------------------------- | ------------------------- | --------------------- | ------------------------------------------------ |
| Red de datos                             |                           |                       | AFDX                                             |
| Sistema de comando de vuelo Fly By Wire  | Bandera de Estados Unidos | Goodrich Corporation  | Bucle completamente cerrado.                     |
| Sensores inteligentes multifunción       | Bandera de Estados Unidos | UTC Aerospace Systems | SmartProbe                                       |
| Sistema eléctrico de emergencia          | Bandera de Francia        | Safran                |                                                  |
| Radar táctico                            | Bandera de Italia         | Selex Galileo         | Gabbiano T20                                     |
| Sistema integrado de aviónica            | Bandera de Estados Unidos | Rockwell Collins      | Pro Line Fusion                                  |
| Pantalla de visualización frontal        | Bandera de Brasil         | AEL Sistemas          | Empresa brasileña vendida a Elbit.               |
| Computadora de misión                    | Bandera de Brasil         | AEL Sistemas          | Empresa brasileña vendida a Elbit.               |
| Sistemas de aire acondicionado           | Bandera de Alemania       | Liebherr              |                                                  |
| Sistemas de Autoprotección               | Bandera de Brasil         | AEL Sistemas          | Empresa brasileña vendida a Elbit.               |
| Sistema de manejo y lanzamiento de carga | Bandera de Estados Unidos | Leonardo DRS          | Empresa estadounidense vendida a Leonardo S.p.A. |
| Simulador de vuelo completo              | Bandera de Alemania       | Rheinmetall           |                                                  |

### Propulsión
| Sistema               | País                                                                                         | Fabricante                 | Notas                                                              |
| --------------------- | -------------------------------------------------------------------------------------------- | -------------------------- | ------------------------------------------------------------------ |
| Motor                 | Bandera de Alemania · Bandera de Estados Unidos · Bandera de Japón · Bandera del Reino Unido | International Aero Engines | 2 × V2500-E5                                                       |
| Sonda de repostaje    | Bandera del Reino Unido                                                                      | Cobham                     | Empresa británica vendida a Advent International.                  |
| Pod cisterna (opción) | Bandera del Reino Unido                                                                      | Cobham                     | 2 × Cobham 912E. Empresa británica vendida a Advent International. |

### Aeronaves similares
- Antonov An-178
- Kawasaki C-1
- Kawasaki C-2
- Shaanxi Y-9
- Airbus A400M Atlas
- Short Belfast
- UAC/HAL Il-214
- Tupolev Tu-330
- Lockheed Martin C-130J Super Hercules